# Ove Sprogøe
Ove Wendelboe Sprogøe Petersen, né le 21 décembre 1919 à Odense (Danemark) et mort le 14 septembre 2004 à Tårnby (Danemark), est un acteur danois.

## Biographie
Ove Sprogøe naît à Odense d'Arthur et Inger Sprogøe Petersen. Il épouse Eva Rasmussen en 1945, avec qui il a trois enfants. L'un d'eux est l'acteur Henning Sprogøe (da).

## Filmographie partielle

### Au cinéma
- 1948 : Støt står den danske sømand de Bodil Ipsen et Lau Lauritzen Jr.
- 1955 : På tro og love de Torben Anton Svendsen
- 1957 : Ingen tid til kærtegn d'Annelise Hovmand
- 1962 : Objectif septième planète (Journey to the Seventh Planet) de Sidney W. Pink
- 1962 : Oskar
- 1965 : Slå først Frede! d'Erik Balling
- 1968 : La Bande à Olsen (Olsen-banden) d'Erik Balling
- 1971 : Den forsvundne fuldmægtig de Gert Fredholm
- 1976 : Den korte sommer d'Edward Fleming
- 1978 : You Are Not Alone (Du er ikke alene) de Lasse Nielsen et Ernst Johansen
- 1979 : Johnny Larsen de Morten Arnfred
- 1987 : Hip hip hurra! de Kjell Grede
- 1990 : Oliver et Olivia (Fuglekrigen i Kanøfleskoven) de Jannik Hastrup : Skade (voix)

### À la télévision
- 1978-1982 : Matador

## Récompenses et distinctions
- Bodil du meilleur acteur (1956, 1972 et 1975)
- Teaterpokalen (1976)
- Ole Haslunds Kunstnerfond (1989)
- Bodil d'honneur (1999)

- (en) Ove Sprogøe: Awards, sur l'Internet Movie Database